# Temporada de Huracanes (película)
Temporada de Huracanes es una película mexicana de drama, suspenso y folk horror del 2023, dirigida por Elisa Miller. Está basada en la novela homónima escrita por Fernanda Melchor y adaptada al cine por Daniela Gómez y Miller, protagonizada por Paloma Alvamar, Andrés Cordaz, Kat Rigoni, Conchi León, Ernesto Meléndez y Edgar Treviño.Fue producida por Woo Films en colaboración con Netflix.
El filme se enfoca en un grupo de adolescentes que descubren el cadáver de La Bruja, una mujer respetada y temida por la comunidad, flotando en un canal cercano a la ranchería La Matosa, en Veracruz. La película tuvo once nominaciones en los Premios Ariel, incluyendo Mejor Película, Mejor Dirección y Mejor Guion Adaptado.

## Argumento
En la ranchería La Matosa, en Veracruz, un grupo de adolescentes encuentran el cadáver de La Bruja, una mujer respetada y temida por la comunidad, flotando en un canal. A partir del evento, comenzarán a descubrir los oscuros secretos de su localidad y sus habitantes. 

## Reparto
- Paloma Alvamar - Yesenia
- Andrés Cordaz - Luismi
- Edgar Treviño - La Bruja
- Kat Rigoni - Norma
- Ernesto Meléndez - Brando
- Gustavo Morales - Munra
- Conchi León - Chiquis

## Producción y distribución
Tras leer la novela, la directora Elisa Miller buscó conseguir los derechos de la obra, y junto a Daniela Gómez se encargó de realizar la adaptación a guion. El filme fue parte de la iniciativa ¡Que viva México!, un proyecto de Netflix enfocado en impulsar el cine local, y se filmó durante 6 semanas en el estado de Tabasco La película, filmada en los municipios de Paraíso, Jalpa de Méndez, Nacajuca, Santiago de Teapa, Cárdenas y Centla del estado de Tabasco, tuvo su estreno en el Festival Internacional de Cine de Morelia del 2023, donde compite en la categoría de Mejor Largometraje Mexicano El reparto incluye a muchos actores con experiencia en teatro y que realizan su primer rol fílmico
Tras su estreno en el Festival Internacional de Cine de Morelia, la película tuvo un estreno limitado en salas de cine y llegó a Netflix el 1° de noviembre.

## Premios y reconocimientos
| Año  | Premio                                    | Categoría                | Nominación                                                | Resultado |
| ---- | ----------------------------------------- | ------------------------ | --------------------------------------------------------- | --------- |
| 2024 | LXVI Premios Ariel                        | Mejor Película           | Temporada de Huracanes                                    | Nominada  |
| 2024 | LXVI Premios Ariel                        | Mejor Dirección          | Elisa Miller                                              | Nominada  |
| 2024 | LXVI Premios Ariel                        | Mejor Guion Adaptado     | Elisa Miller y Daniela Gómez                              | Ganadora  |
| 2024 | LXVI Premios Ariel                        | Mejor Edición            | Miguel Schverdfinger y Paulina del Paso                   | Ganadora  |
| 2024 | LXVI Premios Ariel                        | Mejor Fotografía         | María Secco                                               | Nominada  |
| 2024 | LXVI Premios Ariel                        | Mejor Sonido             | Pablo Tamez Sierra, Sergio Díaz y Carlos Cortés Navarrete | Nominada  |
| 2024 | LXVI Premios Ariel                        | Mejor Diseño de Arte     | Carlos Y. Jacques                                         | Nominada  |
| 2024 | LXVI Premios Ariel                        | Mejor Vestuario          | Úrsula Schneider                                          | Nominada  |
| 2024 | LXVI Premios Ariel                        | Mejor Música Original    | Héctor Ruiz                                               | Nominada  |
| 2024 | LXVI Premios Ariel                        | Mejor Maquillaje         | Alejandra Valerde                                         | Ganadora  |
| 2024 | LXVI Premios Ariel                        | Mejores Efectos Visuales | Víctor Valencia                                           | Nominada  |
| 2023 | Festival Internacional de Cine de Morelia | Mejor Película           | Temporada de Huracanes                                    | Nominada  |
| 2023 | Festival Internacional de Cine de Morelia | Mejor Guion              | Elisa Miller y Daniela Gómez                              | Ganadora  |